# Келин, Алексей Степанович
Алексе́й Степа́нович Ке́лин (писался также Келен, Келлин, Келинг) (умер 1715) — русский военачальник, генерал-майор армии Петра I, комендант крепости Полтава во время её обороны (1709) в ходе Северной войны. В ряде дореволюционных источников ошибочно именовался Иван Степанович Келлин.

## Происхождение
Отец Алексея Келина майор Степан Келмен (Келен) прибыл в Московское государство в июне 1672 года и поступил на царскую службу. Из какого государства прибыл Степан Келен, сказать сложно; возможно, он имеет шведское происхождение. В 1680 году Степан Келен перешёл в православие. Участвовал в подавлении Соловецкого восстания, позже в чине подполковника служил в рейтарских полках Белгородского разряда.

## Начало службы
Начал службу под началом отца в полках Севского разряда и Тамбовского разряда, в 1686 году — уже ротмистр 3-го Ливенского рейтарского полка, в составе полка участвовал в Крымских походах.

## В началеСеверной войны
В чине подполковника участвовал в Нарвской битве (1700), затем в Рижском походе.
С 1702 года — полковник и командир полка, участник осады Нотебурга (1702), Ниеншанца (1703), Дерпта и Нарвы (1704), а также Гродненской операции (1706) и взятия Быхова (1707). В 1704 году под Нарвой был ранен. В 1708 году его полк получил наименование Тверской пехотный полк.

## КомендантПолтавы
В декабре 1708 года назначен Петром I комендантом Полтавы, вступил в должность 19 января 1709 года. С успехом оборонял крепость от шведских войск Карла XII.

«А оный комендант, при помощи Божией, доброй отпор чинит»— Из доклада А. Д. Меншикова Царю.
В день Полтавской битвы 27 июня 1709 года вёл активные вылазки, в результате взял в плен первого министра шведского короля Пипера и двух его государственных секретарей. За заслуги после победы получил чин генерал-майора минуя чин бригадира.

«Приступов было восемь и из присланных на приступе более 3000 человек при валах полтавских головы положили. Итак, тщетная ваша похвальба, побить всех не в вашей воле состоит, но в воле Божией, потому что всяк оборонять и защищать себя умеет!» — ответ Келина шведскому парламентёру на предложение сдать крепость

## После Полтавы
После Полтавской битвы вместе с армией Б. П. Шереметева двинулся в Лифляндию и участвовал в осаде Риги.
В преддверии войны с Турцией 2 февраля 1711 года Пётр I, опасаясь за Азов, назначил туда Келина обер-комендантом. После поражения в войне в январе 1712 года передал крепость туркам, продолжая командовать русскими войсками в Азовской губернии до самой смерти в 1715 году.

## Память
- К 200-летию Полтавской битвы в Полтаве именем мужественного коменданта назван проспект — Келинский, при советской власти переименован в Первомайский.
- Памятник, созданный по проекту академика А. Обера и генерала от кавалерии А. А. Бильдерлинга, коменданту крепости Полтава полковнику Келину и её защитникам на месте четвёртого бастиона у Мазуровских крепостных ворот, где происходили последние и самые ожесточённые бои со шведами.

«Доблестному коменданту Полтавы полковнику Келину и славным защитникам города в 1709 году. 1-го апреля 1709 года Карл XII осадил Полтаву. Три месяца гарнизон и жители героически отбивали все атаки шведов. Последние ожесточённые штурмы отбиты доблестными полтавчанами 21 — 22 июня, после чего Карл XII снял осаду Полтавы.»— Бронзовая доска гранитного обелиска
Бронзовый российский двуглавый орёл с лавровым венком, торжествующий над фигурой разъярённого льва — стали украшением памятника, окружённого цепью и чугунными ядрами. Двуглавый орёл был демонтирован в 1921 году.